# Церква Святого Апостола і Євангеліста Луки (Андруга)
Церква Святого Апостола і Євангеліста Луки — парафія і храм 2-го Кременецького благочиння Тернопільської єпархії Православної церкви України в селі Андруга Кременецький району Тернопільської області.

## Історія церкви
Перший дерев'яний храм у селі був збудований у 1742 році за кошти парафіян та поміщика Теремського і діяв до 1910 року.
У 1911 році за пожертви таємного радника графа О. Вороніна збудували цегляну церкву. У 1960 році її закрили, а з 1985 по 1988 роки приміщення використовували як хімічний склад.
Відкриття храму відбулося 31 жовтня 1988 року на свято святого апостола і євангеліста Луки. Церква увійшла до Київського Патріархату. 26 червня 1992 року розпочалися богослужіння українською мовою.
У 2007 році за кошти селян було проведено ремонт. У 2009 році придбали два позолочених куполи.

## Парохи
- о. Василь Мороз (з 1995).